# Blah Blah Blah (Kesha)
Blah Blah Blah è il secondo singolo estratto dall'album di debutto Animal della cantautrice statunitense Kesha, cantato in collaborazione con il gruppo musicale 3OH!3 e pubblicato il 1º febbraio 2010 come singolo promozionale dalla RCA.

## Descrizione
La canzone è stata scritta da Benjamin Levin, Kesha Sebert, Neon Hitch e Sean Foreman e prodotta da Benny Blanco. La registrazione della canzone è stata condotta presso i Lotzah Matzah Studios di New York.

## Il video
Il video musicale del brano, diretto da Brendan Malloy, è stato pubblicato nel febbraio 2010 su Vevo. Nel video appaiono sia Kesha che gli 3OH!3.

## Tracce
Promo - CD-Single (RCA - (Sony)
1. Blah Blah Blah - 2:52

## Classifiche
| Classifica (2010)      | Posizione raggiunta |
| ---------------------- | ------------------- |
| Australia              | 3                   |
| Austria                | 21                  |
| Belgio (Fiandre)       | 48                  |
| Belgio (Vallonia)      | 31                  |
| Canada                 | 3                   |
| Europa                 | 36                  |
| Francia                | 35                  |
| Germania               | 11                  |
| Irlanda                | 18                  |
| Lussemburgo            | 9                   |
| Nuova Zelanda          | 17                  |
| Paesi Bassi            | 32                  |
| Regno Unito            | 11                  |
| Svizzera               | 30                  |
| Svezia                 | 38                  |
| U.S. Billboard Hot 100 | 7                   |